# Колошвари, Дежё
Дежё Колошвари (венг. Kolossváry Dezső; 1 мая 1854 — 5 апреля 1919) — венгерский политик, военный офицер австро-венгерской службы.

## Биография
Дежё родился в Веспреме 1 мая 1854 года. Его отцом был Йозеф Колошвары, юрист и землевладелец, матерью — Каролина Недецки.
Он поступил в военную академию в Вене, окончил ее в 1876 году и служил лейтенантом в 10-м гусарском полку.
В 1881 году он был назначен в Генеральный штаб, в 1884 году получил звание капитана, а в 1891 году — майора.
В 1896 году стал подполковником и с 1896 по 1898 года был директором Эвиденцбюро. В мае 1898 года его назначили начальником Оперативного бюро.
В 1901 году Дежё покинул австро-венгерский генеральный штаб и перешел в Королевский венгерский гонвед, территориальную армию, базировавшуюся в его родной Венгрии, в которой он принял командование 2-й кавалерийской бригадой. В мае 1903 года он был повышен до звания генерал-майора. Однако всего месяц спустя, в июне того же года, он принял должность министра обороны Венгрии в недолговечном, охваченном кризисом кабинете министров, возглавляемом Хуэном-Хедервари с июня по ноябрь 1903 года. Часть проблем, оставшихся нерешёнными после завершения краткого периода участия Колошвары в политической жизни, касалась спорного законопроекта о воинской повинности.
Преемник Дежё на посту министра обороны, генерал-майор Шандор Нири, позволил ему вернуться на действительную военную службу. В 1904 году он командовал 14-й кавалерийской бригадой в Жешуве. В августе 1906 года он командовал дивизией, расположенной в Станиславе.
Оставшиеся годы военной карьеры Колошвари провел в окрестностях Лемберга, главного города Галиции. В ноябре 1907 года он получил звание генерал-лейтенанта и был назначен командующим 30-й пехотной дивизией, дислоцированной в Лемберге. 31 октября 1912 года он стал командующим 11-м армейским корпусом в том же регионе.
Таким образом, Колошвары принимал участие в битве за Галицию на ранних этапах Первой мировой войны, подчиняясь Рудольфу фон Брудерману, который командовал австро-венгерской 3-й армией. После катастрофического поражения австро-венгерских войск в этой битве, и в частности потери Лемберга русскими, Колошвары в сентябре 1914 года был отстранен от командования 11-м армейским корпусом. Он не получил дальнейшего назначения, отправившись в бессрочный отпуск 1 февраля 1915 года и больше не принимая участия в войне.
Умер 5 апреля 1919 года в возрасте 65 лет в Шопроне.